# 莫利纳德亚拉贡
莫利纳德亚拉贡，是西班牙卡斯蒂利亚-拉曼恰瓜达拉哈拉省的一个市镇。总面积168平方公里，总人口3314人（2001年），人口密度20人/平方公里。